# C.O. Zeuthen
Christian Olavius Zeuthen (10. september 1812 i Kastrup på Amager – 23. juni 1890 på Frederiksberg) var en dansk arkitektur- og landskabsmaler.
C.O. Zeuthen var søn af skytte Peter Laurentius Zeuthen (1783-1839) og Caroline Marie født Roed (1792-1862). Han kom efter sin konfirmation i tømmerlære og begyndte samtidig at tegne på Kunstakademiet og under G.F. Hetsch for at søge uddannelse som arkitekt; senere bestemte han sig dog for malerkunsten og udstillede i 1837 sit første maleri, Esrom Kloster, solgt for 20 Rigsdaler til Kunstforeningen, der også senere erhvervede adskillige arbejder af ham: Esbønderup Kirke, Det indre af Sorø Kirke, Parti af det udvendige af Lund Domkirkes Kor, Mariakirken i Lybek og flere. Til Den Kongelige Malerisamling solgte han 1838 Det indre af Trinitatis Kirke og 1846 Sidegang i Domkirken i Lund. I 1850 interesserede han ved et par billeder af Fredericia efter bombardementet; af hans landskaber kunne nævnes Parti af Odense Aa, 1853, og Parti af Møens Klint, Formiddag, 1877; et enkelt af hans gadepartier, Den gamle Toldbod, 1879, har betydning ved sit emne. Zeuthen hævede sig som selvstændig kunstner ikke til noget højt standpunkt; det værdifuldeste arbejde, han har udrettet, er restaureringen af overkalkede vægmalerier i Roskilde og Århus Domkirker samt i Skibby Kirke. Han døde ugift i København 23. juni 1890.

## Ekstern henvisning
- C.O. Zeuthen på Kunstindeks Danmark/Weilbachs Kunstnerleksikon

- Wikimedia Commons har flere filer relateret til C.O. Zeuthen